# 現代的行動

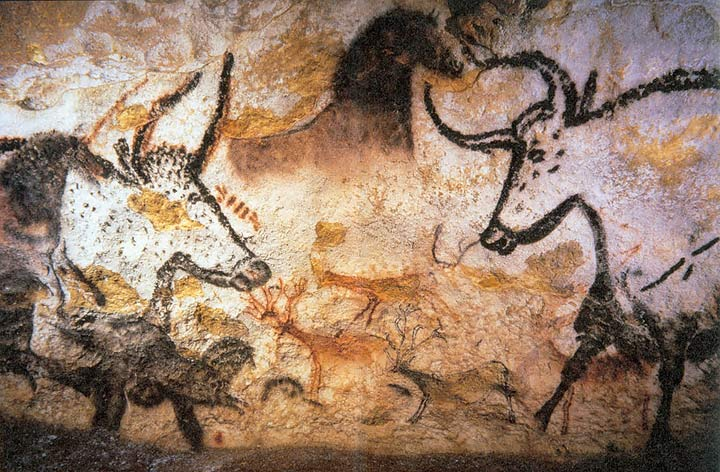
16000年前、旧石器時代のラスコーの壁画

現代的行動、行動的現代性（げんだいてきこうどう、こうどうてきげんだいせい）とは人類学、考古学などで使われる言葉で、現生人類とその祖先に特有であり、他の現生霊長類や絶滅したヒト科の生物が持っていなかった行動のことを指す。現代的行動はホモ・サピエンスが象徴的思考への依存を高め、文化的な創造性を示しはじめたことを意味している。これらの行動の進化は、言語の進化と関連していると考えられることが多い。
現代的行動の起源について、大きくふたつの理論がある。ひとつはおよそ5万年前に、自然言語の発生を可能とするような脳の構造の再構築か、あるいは大きな遺伝的変化によって突然起きたと考える。この理論は大飛躍、大躍進、旧石器時代革命などと呼ばれる。もう一つの理論では、単一の技術的、認知的な革命は起きず、万年単位での漸進的な遺伝的変化、知識・技術・文化の蓄積が原因であると考える。

## 定義
現代的行動は人類の歴史を通してすべての人類集団に共有されている主要な特徴のことで、ヒューマン・ユニバーサルズとして観察される。一般的には言語、宗教、芸術、音楽、神話、娯楽、冗談などが含まれる。
ヒューマンユニバーサルズは非常に孤立した民族を含むすべての文化で見つかるため、科学者はこれらの特徴が出アフリカの前に進化したか、発明されたはずだと考えている。また具体的には以下の行動を含む。
- 洗練された道具、（道具を作るための）二次道具
- 釣り
- 集団内での物々交換、長距離間での交易
- 色素、顔料の使用、宝石などによる身体装飾
- 洞窟壁画、ペトログリフのような象徴的な表現物
- 遊び、音楽
- 埋葬

## 時期
現代的行動の誕生が単一の出来事だったのか、漸進的な出来事だったのかは激しい議論の的となった。

### 飛躍説
この理論はアフリカかヨーロッパで5万年から4万年前頃に心と行動の飛躍的な進化が起きたと主張する。そして５万年以前に生きていた人類はネアンデルタール人やホモ・エレクトスのような絶滅したヒトと同様に原始的で、行動上は見分けがつかなかったと主張する。この理論の支持者は根拠に5万年以降に増える複雑な人工物、壁画や骨角器などを根拠とする。彼らは5万年以前の化石記録にはそのような人工物はなく、それはそれ以前の人類がそのような人工物を作る認知的な能力を持っていなかったからだと主張する。
ジャレド・ダイアモンドはアシュール文化とムスティエ文化の間でわずかな文化の変化しか見られず、人々は停滞した生活を送っていたと述べた。その後優れた道具製作、洗練された武器、彫刻、洞窟壁画、身体装飾、長距離交易のような文化が急速に発達した。また人間は今まで無人であったオーストラリアや北ユーラシアへも進出した。飛躍はネアンデルタール人の絶滅と同時期に起きた。この見解に基づけば、解剖学的現代人の登場は行動的現代人の登場よりも10万年以上早かった。

### 漸進説

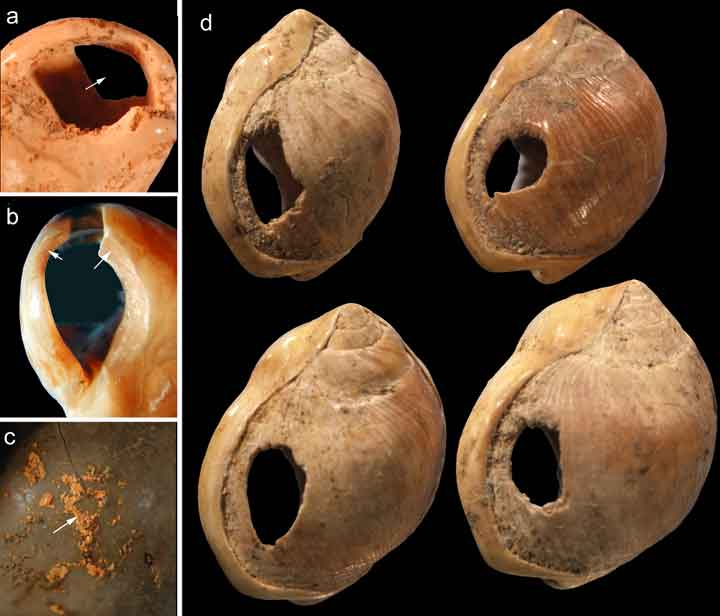
ブロンボス遺跡で発見された貝殻で作られたビーズ。

漸進説の支持者は単一の遺伝的、あるいは生物学的変化は現代行動の出現の原因とはならないと主張する。彼らは数万年単位で進む社会文化的、社会生物学的進化が現代的行動の原因であると主張する。この理論の根拠は中期旧石器時代（25万から5万年前）にアフリカやレヴァントなどから発見されている遺物である。たとえばカフゼーの副葬品を伴う儀式的埋葬は9万年前の物である。顔料はアフリカの遺跡で発見されており10万年以上前までさかのぼる。
彼らは後期旧石器時代初期に起きたように見える技術革命が、実は増大した人間による文化交流の結果であると考える。一部の理論家は後期旧石器時代への移行期に起きた急速な文化進化は、氷河の増大に起因する乾燥などの、困難な環境によって引き起こされた可能性があると主張した。また彼らは解剖学的特徴の進化が行動の進化よりも早かったという仮定に異議を唱え、いずれも漸進的に進化したと考える。カーティス・マーリーンと同僚が発見した16万年前の南アフリカの釣りや象徴的行動の痕跡は、この説を支持する。

## 関連文献
- スティーブン・ミズン 『心の先史時代』青土社 (1998/08)
- Archeology and the Evolution of Human Behavior by RICHARD G. KLEIN